# Adenanthos apiculatus
Adenanthos apiculatus es un arbusto de la familia Proteaceae, nativa de la costa sur de Australia occidental. Suelen alcanzar los 0,5 metros de altura y tener 2 metros de ancho.